# خوتکای نوک‌آبی

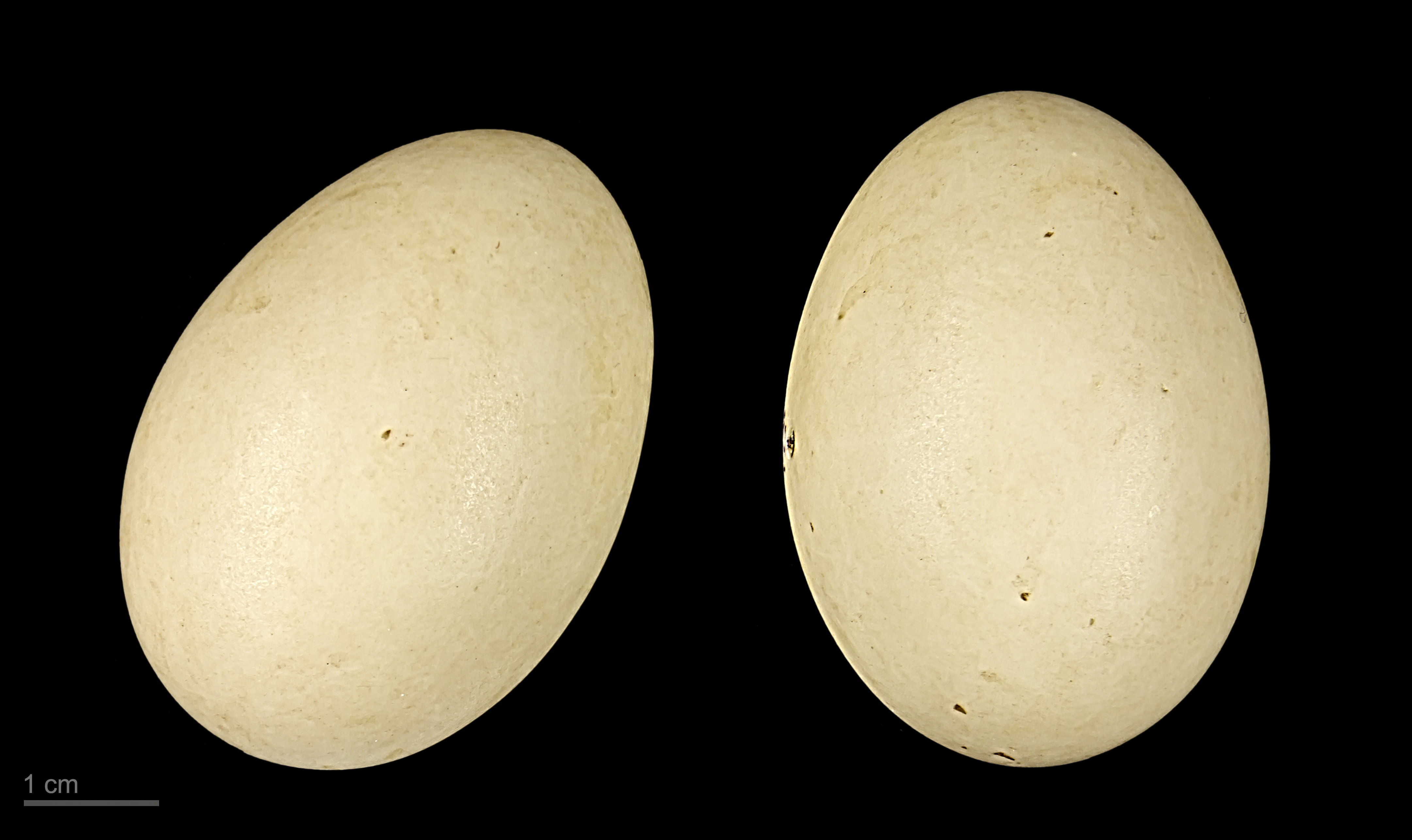
Spatula hottentota

خوتکای نوک‌آبی یا خوتکای هوتن‌توت (نام علمی: Anas hottentota) نام یک گونه از سرده انس است.